# Aéroport de Jenpeg
L'aéroport de Jenpeg est un aéroport situé au Manitoba, au Canada.